# Старобаскаково
Старобаска́ково (рос. Старобаскаково, башк. Иҫке Баҫҡаҡ) — присілок (у минулому село) у складі Кушнаренковського району Башкортостану, Росія. Адміністративний центр Матвієвської сільської ради.
Населення — 301 особа (2010; 333 у 2002).
Національний склад:
- росіяни — 69 %